# Sciadorus obtusus
Sciadorus obtusus är en nattsländeart som beskrevs av Barnard 1934. Sciadorus obtusus ingår i släktet Sciadorus och familjen ryssjenattsländor. Inga underarter finns listade i Catalogue of Life.